# Puellina bathyalis
Puellina bathyalis är en mossdjursart som beskrevs av Harmelin och Aristegui 1988. Puellina bathyalis ingår i släktet Puellina och familjen Cribrilinidae. Inga underarter finns listade i Catalogue of Life.